# Y1B-7轟炸機
Y1B-7轟炸機是一款由道格拉斯飛行器公司於1930年代研製的轟炸機。該機是美軍第一款採用單翼的轟炸機，因其擁有較雙翼機更好的操控性能，因而美國陸軍航空兵團之後的轟炸機不再採用雙翼機。而該機優異的性能也使其服役於美國陸軍航空兵團。同時，在研製XB-7時，道格拉斯也嘗試將其作為觀察機進行測試。

## 發展
道格拉斯於1929年至1930年設計了一款新型雙引擎單翼觀測飛機與福克的XO-27進行競爭，美國陸軍航空隊於1929年7月訂購了兩架原型機。為爭取訂單，道格拉斯要求陸軍也同樣採購2架原型機進行測試（分別為XO-35和XO-36)。
道格拉斯採用高鷗翼設計，引擎懸掛在機翼下方，並具有可伸縮尾輪起落架。機身採用半硬殼式結構，帶有波紋硬鋁覆蓋層，機上有四名機組人員：一名機頭砲手/觀察員、一名飛行員、一名機背砲手機和無線電操作員。
單翼設計的XO-35和XO-27性能遠超當時服役的基斯通系列雙翼轟炸機B-3、B-4、B-5和B-6），而福克和道格拉斯都被要求以各自的原型機為基礎，製造一架轟炸機。XO-36重新命名為XB-7，並在機身下方的機架上增加了可攜帶最多1,200 磅（540 公斤）的炸彈。
XO-36於1931年春天在加州聖塔莫尼卡的工廠首飛。 1931年8月22日，空軍訂購了一小批服役測試機，包括七架Y1B-7轟炸機和五架Y1O-35觀察機。與原型機的不同，量產版本採用光滑的機身蒙皮，而不是原型機上使用的波紋蒙皮，同時機身長了 11 英寸（280 毫米），以調整飛機的重心。同時也改良燃油系統，使其能攜帶更多燃油，以達到空軍規定的兩小時續航力。
XO-35於1931年10月24日交付航空兵團位於俄亥俄州賴特機場的測試中心，XB-7緊隨其後於1932年7月交付。最終，12架的Y1B-7和Y1O-35於1932年11月至1933年3月期間全部交付完畢。Y1B-7隨後分發至加州馬奇空軍預備役基地的第11和第31轟炸中隊，而Y1O-35則分配給包括位於德州布魯克斯空軍基地第88觀察中隊在內的多支部隊。而Y1B-7在其位於諾克斯堡的一次演習中，展現出超越現役戰鬥機的性能，這體現出美軍對於新型戰鬥機的迫切性。
儘管該飛機的性能優於老式的基斯通雙翼機，但Y1B-7從未進入大規模生產，因為更先進的飛機（例如馬丁B-10）正在在開發中，同時陸軍的政策發生了變化，將不再購買雙引擎的觀察機。
1934年2月，美國總統富蘭克林·羅斯福因合同簽約案的醜聞取消了所有航空郵件的合同，從而啟動了航空郵件緊急狀態，而航空兵團則承擔新合同之前的運輸任務。因為優異的性能，O-35和B-7成為航空兵團中最適合執行任務的機種，因此剩餘的6架Y1B-7和5架Y1O-35以及XO-35被分配到西部，執行包括洛磯山脈、喀斯開山脈和內華達山脈在內的航空郵件航線。至1934年6月郵件運輸任務結束時，12架O-35和B-7已經至少飛行1,412小時，而其中4架B-7因事故而墜毀。 最終，最後一批O-35和B-7於1938年12月退役。

## 型號
XO-35
採用柯蒂斯V-1570-29雙發動機的原型機，共1架
XO-36
採用柯蒂斯V-1570-29雙發動機的原型機，共1架，之後重新命名成XB-7
XB-7
輕型轟炸機原型機，共1架
Y1O-35
進入服役測試的觀察機，採用柯蒂斯V-1570-39/53發動機，共5架
Y1B-7
量產版的XB-7，採用柯蒂斯V-1570-33/53發動機，共7架

### 書目
- Francillon, René J. McDonnell Douglas Aircraft since 1920. London: Putnam, 1979. ISBN 0-370-00050-1.
- Pelletier, Alain J. "Bombers as Postmen: Boeing Y1O-35 and Y1B-7". Air Enthusiast, No. 122, March / April 2006, pp. 30–40. ISSN 0143-5450.
- Wagner, Ray. American Combat Planes. New York: Doubleday, 1982. ISBN 0-930083-17-2.

## 外部連結
- Douglas B-7 （页面存档备份，存于）
- Douglas B-7 USAAC （页面存档备份，存于）
- Fact Sheet: Douglas Y1B-7